# Az agyamra mész!
Az agyamra mész! (eredeti cím: Dutch)  1991-ben bemutatott családi vígjáték, dráma.

## Cselekménye
|  | Alább a cselekmény részletei következnek! |

Dutch Dooley (Ed O’Neill) és barátnője, Natalie Standish (JoBeth Williams) egy előkelő partin vesznek részt, ahova Natalie-t volt férje rokonai nem hívtak meg. Van egy gyerekük, Doyle, akit a gyerek sznob és gazdag apja, Reed (Christopher McDonald) Hálaadásra szeretett volna hazavinni, azonban állítása szerint üzleti ügyben Londonba kell utaznia. Natalie szeretné, ha a gyereke nála töltené az ünnepeket, ezért felhívja a bentlakásos iskolát Georgia államban, hogy beszéljen vele. A gyerek ellenségesen viselkedik, amikor megtudja, hogy az apja nem tudja fogadni és az anyjával kell lennie. Anyját vádolja a válásért. Dutch vállalkozik rá, hogy elhozza a gyereket Chicagóba és útközben megbarátkozik vele.
Dutch megtalálja Doyle szobáját, aminek berendezéséből látszik, hogy a gyerek többféle hangszeren tanul játszani (az elektromos orgonát kipróbálja, de csak disszonáns hangokat tud kicsalni belőle). Doyle megérkezik az egyszemélyes taekwondoedzésről (amit saját magának tartott), és szembeszáll az idegennel, egy könyvet hajít az arcába, egy golfütővel a karjára csap, ágyékon rúgja egy karaterúgással, majd a fiókból előkapott légpisztollyal ágyékon lövi. Dutch elveszi tőle a fegyvert, amikor Doyle másodszor is rálő és elgáncsolja, amikor a fiú el akar szaladni. Dutch megígéri, hogy bosszút áll rajta. Egy hokiütőhöz kötözve kicipeli és a kocsiba rakja. Később kioldozza.
Az utazás elején Dutch megáll egy üzletnél, ahol tűzijátékokat vásárol, amiket hamarosan, az út mellett ki is próbál. Doyle sem az üzletnél, sem a móka alatt nem száll ki a kocsiból. Az egyik tűzijáték kisebb tüzet okoz, amit Dutch a kabátjával olt el (ami emiatt a hátán nagy helyen kilyukad).
Hamar kiütköznek az ellentétek: már az első büfénél, ahol megállnak enni, Doyle oda nem illően, kissé lekezelően viselkedik, a kocsiban lehalkítja a rádiót, amit Dutch hallgat, zavarja a szivarfüst, és azt állítja, hogy le tudja győzni Dutch-ot és 5000 dolláros fogadást ajánl. Dutch elfogadja a fogadást, de az összeget 20 dollárban állapítja meg. Amikor leteszi a szivart, Doyle a férfi ölébe dobja, amitől az szitkozódni kezd, csikorgó kerekekkel megállítja a kocsit, és kirángatja Doyle-t. Amikor a fiú hógolyókkal dobálni kezdi a kocsit, figyelmezteti, hogy otthagyja, majd amikor a dobálás folytatódik, kihajítja a fiú kabátját a kocsiból és elhajt. Előtte még közli vele, hogy a legközelebbi motel (szálláshely) 50 mérföldre van.
Dutch kivesz egy motelszobát, és látszólag lazán, boxeralsóban és trikóban várja a fiút, de időnként lopva kinéz az ablakon. Doyle hamarosan megérkezik, majd azzal az ürüggyel, hogy szüksége van a táskájára, elkéri a kocsikulcsot. Az autót nem igazán tudja vezetni, ide-oda kacsázik vele, majd keresztben állva hagyja az országúton, ahol hamarosan belerohan egy kamion. Dutch villámgyorsan felöltözik, mert azt hiszi, hogy a fiú a kocsiban volt. Az autó többször átfordul és ripityára törik. Doyle megjelenik a töltésen, és kijelenti, hogy „most kvittek vagyunk”. A kamionosnak némi pénzt ad a javíttatásra, átadja a névjegyét és megköszöni, hogy nem mondott el mindent a rendőröknek. Dutch elmagyarázza Doyle-nak, hogy ezzel az akcióval a kamionos életét tette kockára. Doyle ezen megdöbben, mert erre nem gondolt.
Másnap megpróbálnak autóstoppal tovább menni Chicago felé, de senki sem veszi fel őket, ezért távolsági buszra szállnak. A buszon Doyle megkér két férfit, hogy halkítsák le a zenét, amit hallgatnak, amit azok meg is tesznek, majd szóba elegyednek Doyle-lal (aki Dutchtól hátrébb ül), majd egyikük elcseréli vele a cipőjét (Doyle cipője a drágább). Amikor leszállnak a buszról, Dutch felhívja Natalie-t, de Doyle nem akar beszélni az anyjával.
Este, egy parkolóban Dutch arra tanítja a gyereket, hogy szenvedő, szerencsétlen képet vágjon, hátha akkor felveszi őket valaki, mert elfogyott a pénzük, és nem tudnak másképpen tovább utazni (valójában Dutch tárcájában van még 200 dollár). Két prostinak megesik rajtuk a szíve, és felveszik őket a kocsijukba. Amikor Dutch elalszik, az autót vezető kiemeli a tárcáját, majd nagy nehézségek árán a pecsétgyűrűjét is le akarja húzni, de az nem sikerül. Eközben Doyle kellemesen elbeszélget a hátsó ülésen a másik prostituálttal. Fejével a nő keblein ébred fel, amire a nyála is rácsorgott. Amikor kiszállnak egy benzinkút büféjénél, a két nő hátramarad, majd nemsokára elhajt.
Doyle felhívja az apját, mire kiderül, hogy nincs Londonban és a kagylót apja barátnője veszi fel. Dutch azt mondja, hogy „kiszállt a buliból”, és azt tanácsolja Doyle-nak, hogy hívja fel az anyját és kérjen tőle segítséget. Ekkor Doyle mondja azt, hogy inkább az anyja segítsége nélkül szeretne hazajutni. (Valószínűleg potyautasként) három betonhengert szállító kamion egyik betonhengerében utaznak. Amikor a teherautó megáll, a biztonsági őrök elzavarják őket, mint csavargókat. Taszigálni kezdik őket a kijárat felé, de amikor Dutch-ot többször megütik gumibottal, Doyle támadásba lendül, egyiküket arcon rúgja, a másikat ágyékon. Amikor az őrök tovább támadnak, előveszi a földön fekvő Dutch kabátjából a légpisztolyt. Dutch rájátszik a dologra, és arra kéri, hogy ne lője le az őröket, hiszen „egy fickót már megölt, ahogy a hangok mondták”. Az őrök ezt hallva megalázkodnak és elengedik őket.
Az étteremben, ahova betérnek, a kiszolgáló arra kéri őket, hogy hagyják el a helyiséget, mivel csavargónak nézi őket. Dutch csak azt kéri, hogy használhassák a mosdót, hiszen a gyerek homloka vérzik. Amikor a nő ezt is megtagadja, egy fiatal pár, akik addig egy boxban ültek, a kocsijukba invitálja őket és egy hajléktalan szállóhoz hajtanak. Ott ételt és ágyat kapnak egy nagy teremben. Dutch ágya hangosan nyikorog és kétszer is leszakad, ami eléggé zavarja a többi embert.
Másnap egy asszony (az ágya a szállón Doyle mellett volt) férje elviszi őket és a kislányukat Natalie házáig az igen rosszul kinéző kocsijukon.
Eközben Natalie és házvezetőnője finom ennivalóval készülődik a fia és Dutch megérkezésére, de először volt férje érkezik, akit tévedésből szájon csókol. Amikor Dutch és Doyle megérkeznek, Reed az exnejét megelőzve nyit ajtót és szívélyesen üdvözölni akarja a fiát, aki azonban nem viszonozza a köszöntést és helyette az anyját öleli meg. Reed beszélni akar a fiával, és azt mondja neki, hogy fontos tengerentúli utat szakított meg őmiatta. A fiú azonban azt mondja, hogy ez nem igaz. Reed ultimátumot ad a fiának: vele jön, vagy az anyjával marad. A fiú az anyját választja.
Reed ekkor közli a volt nejével, hogy hétfőig el kell hagyniuk a házat. Dutch azonban (ígéretéhez híven, hogy ha bántani meri Natalie-t, megjárja) utána megy, megigazítja pecsétgyűrűjét, hogy előrefelé álljon benne a kő, és a ház előtt homlokon vágja Reedet, aki erősen megszédül.  Dutch a néhány nap helyett hat hónapot kér a ház elhagyására, több tiszteletet Natalie, és szeretetet a fia számára, amibe Reed beleegyezik és kótyagos mozgással a kocsijához megy.
Mielőtt az ünnepi asztalon nekikezdenének a pulykának, Dutch azt kéri Doyle-tól, hogy vigye oda a kabátját, mert Natalie-nak hozott benne valamit. Amikor Doyle megfordul és kissé eltávolodik, Dutch előveszi a légpisztolyt (és bosszúígéretét betartva) meglövi vele a helyzetet felismerő Doyle-t.
|  | Itt a vége a cselekmény részletezésének! |

## Szereposztás
| Karakter         | Színész               | Szinkronhang     |
| ---------------- | --------------------- | ---------------- |
| Dutch Dooley     | Ed O'Neill            | Bregyán Péter    |
| Doyle Standish   | Ethan Embry           | Juhász Péter     |
| Natalie Standish | JoBeth Williams       |                  |
| Reed Standish    | Christopher McDonald  | Garay Nagy Tamás |
| Brock            | Ari Meyers            |                  |
| Hailey           | Elizabeth Daily       |                  |
| Hajléktalan nő   | L. Scott Caldwell     |                  |
| Gritzi           | Kathleen Freeman      |                  |
| Nő a partin      | Lisa Figus            |                  |
| Nő a partin      | Cedering Fox          |                  |
| Nő a partin      | Shelby Leverington    |                  |
| Cselédlány       | Kyle Fredericks       |                  |
| Férfi            | David James Alexander |                  |
| Férfi            | Ross Borden           |                  |

## Megjelenése
A film 2005. március 22-én jelent meg DVD-n. 

## Fogadtatás
A filmet fanyalogva fogadták a kritikusok. Az amerikai filmkritikusok véleményét összegző Rotten Tomatoes 14%-ra értékelte 21 vélemény alapján. A film a mozipénztáraknál is rosszul teljesített, kevesebb mint 5 millió dollár bevételt ért el a 17 milliósra becsült költségvetéssel szemben. A filmet ennek ellenére rajongás veszi körül, és meglepetésre 2012. január 17-én Blu-Ray-n is kiadták.

## Forgatási helyszínek
- Chicago, Illinois állam, USA
- Crystal Lake Holiday Inn
- Georgia állam
- Martha Berry College – Doyle itt tanul
- Rome nevű város Georgia államban

## Érdekesség
- Mielőtt megérkeznének Natalie házához, a Metropolitan Cultural Center építkezése melletti táblán a „Dutch Dooley Construction” felirat látható. Ebből azt a következtetést lehet levonni, hogy Dutch nem egyszerű „munkás”, ahogy a történetben állítja magáról (bár az öltözködése erre utal).
- O'Neill és Embry a 2003-as Dragnet sorozatban játszottak újra együtt.

## Fordítás
Ez a szócikk részben vagy egészben  a   Dutch (film) című angol Wikipédia-szócikk fordításán alapul.  Az eredeti cikk szerkesztőit annak laptörténete sorolja fel. Ez a jelzés csupán a megfogalmazás eredetét és a szerzői jogokat jelzi, nem szolgál a cikkben szereplő információk forrásmegjelöléseként.